# Holocausto (sacrificio)

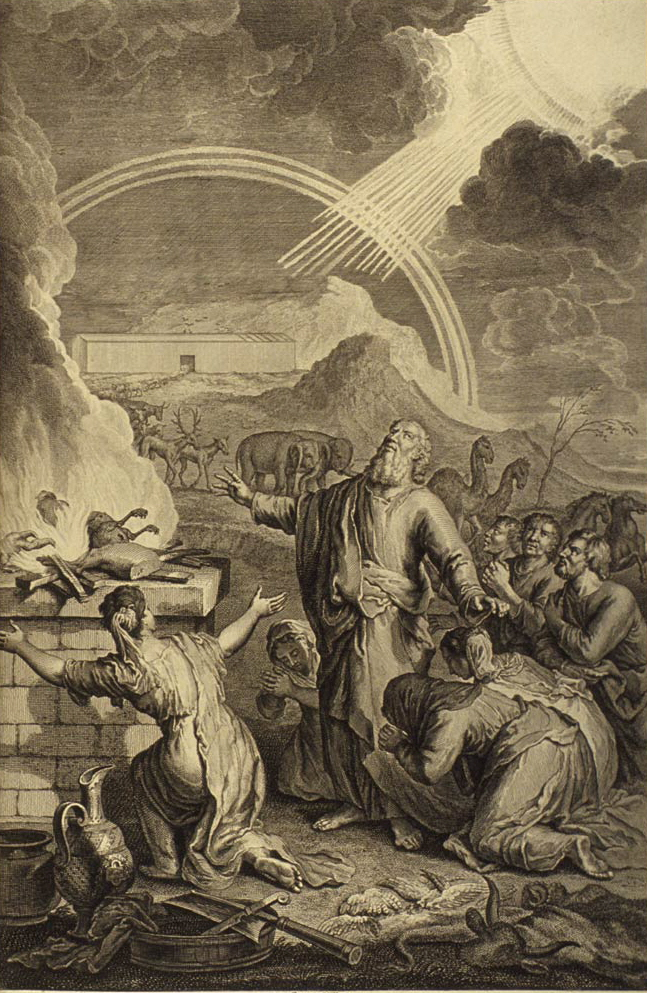
El patriarca Noé quema ofrendas en un altar al dios Yavé (Gerard Hoet, 1728).

Un holocausto es, en el ámbito religioso, el sacrificio de animales, cuyo cuerpo es completamente consumido por el fuego como ofrenda a las divinidades (a diferencia de otros sacrificios como el moirocausto, en el que una parte de la víctima es quemada y otra parte consumida como alimento).
Esta palabra española proviene del griego ὁλόκαυστον [holókauston], de ὁλον [ólon] ‘completo’; y καυστον [káuston] ‘quemado’.

## Usos del término

### Sacrificios en ritos religiosos de Grecia y Roma
En los ritos religiosos paganos griegos y romanos, a los dioses de la tierra y el inframundo se les ofrecían animales oscuros o dorados, sacrificados de noche y quemados por completo.

### Ofrendas en los ritos religiosos judíos
En algunos de los sacrificios judíos especificados por la Torá, la ofrenda se quemaba completamente. Estas ofrendas se conocen en hebreo como oláh, término que significa ‘ascendente’.
En la Septuaginta, dicho término fue traducido como holókauston. Actualmente algunas traducciones de la Biblia recogen aquella palabra como «holocausto»; otras la traducen como «ofrenda ígnea».

### SigloXIX: sinónimo de masacre y catástrofe
A mediados del siglo XIX un gran número de autores empezaron a utilizar esta palabra para aludir a grandes catástrofes y masacres.

### SigloXX: holocausto judío, sinónimo de genocidio
En el siglo XX el término ha sido utilizado para referirse al Holocausto judío, el exterminio de la población judía europea por los alemanes, proyecto de Solución Final del Tercer Reich nazi de Adolf Hitler.